# Semih Karadeniz
Semih Karadeniz (* 2. Juli 1996 in Trabzon) ist ein türkischer Fußballspieler.

## Karriere
Karadeniz begann mit dem Vereinsfußball 2007 in der Jugendabteilung von Trabzonspor, dem Verein seiner Heimatstadt Trabzon. Gegen Ende der Hinrunde der Saison 2015/16 erhielt er bei diesem Klub einen Profivertrag und wurde vom Cheftrainer Sadi Tekelioğlu auch am Training der Profis beteiligt. Im Pokalspiel vom 20. Januar 2016 gegen Nazilli Belediyespor debütierte er schließlich im Profibereich. Im März 2016 gab Karadeniz auch sein Erstligadebüt.
Für die Saison 2016/17 lieh ihn Trabzonspor an seinen Zweitverein, an den Drittligisten 1461 Trabzon und für die Rückrunde der Saison 2018/19 an den Drittligisten Zonguldak Kömürspor aus.